# Konverter (EDI)
Ein Konverter ist im EDI-Bereich eine Software, die Daten aus einem firmeninternen Anwendungsprogramm in ein genormtes Datenformat bringt oder umgekehrt.
Da es im EDI verschiedene genormte Datenformate gibt und die Partner ihre Dateninhalte genau abstimmen müssen, kann jedes Anwendungsprogramm die Daten in einer ihm eigenen Datenstruktur ausgeben (exportieren). Der Konverter schreibt dann diese Daten in die jeweils notwendigen Segmente und Elemente, so dass es das System des Trading partners versteht und seinerseits es wieder in das andere Firmensystem importieren kann.
Die Datenschnittstellen können dabei reine ASCII-Schnittstellen, also über Dateiausgabe sein, aber auch SQL-Schnittstellen sein, bei denen die Daten direkt aus einer Datenbank exportiert oder in diese importiert werden. Technisch findet ein sogenanntes Message Mapping statt.
Wesentlich ist auch, dass die Konvertierung automatisch abläuft und nicht manuell angestoßen werden muss. Nur dann ist ein automatisierter EDI-Betrieb möglich. Im Allgemeinen ist dazu ein System notwendig, das über die originäre Aufgabe des Konvertierens hinaus auch eine sichere Kommunikation zu den Marktteilnehmern, eine Marktpartnerstammdatenverwaltung, ein Monitoring der Prozesse und eine Fehlerbehandlung bietet. Solche Software wird auch EDI-System genannt.
Siehe auch: EDIFACT